# Befreiungshalle
La Befreiungshalle («Sala de la Liberación») es un monumento histórico clásico de Alemania erigido sobre el monte Michelsberg, en la ciudad de Kelheim, en Baviera. Está cerca de Ratisbona en la ribera del río Danubio, en la confluencia con el Altmühl, y el canal Rin-Meno-Danubio.

## Historia

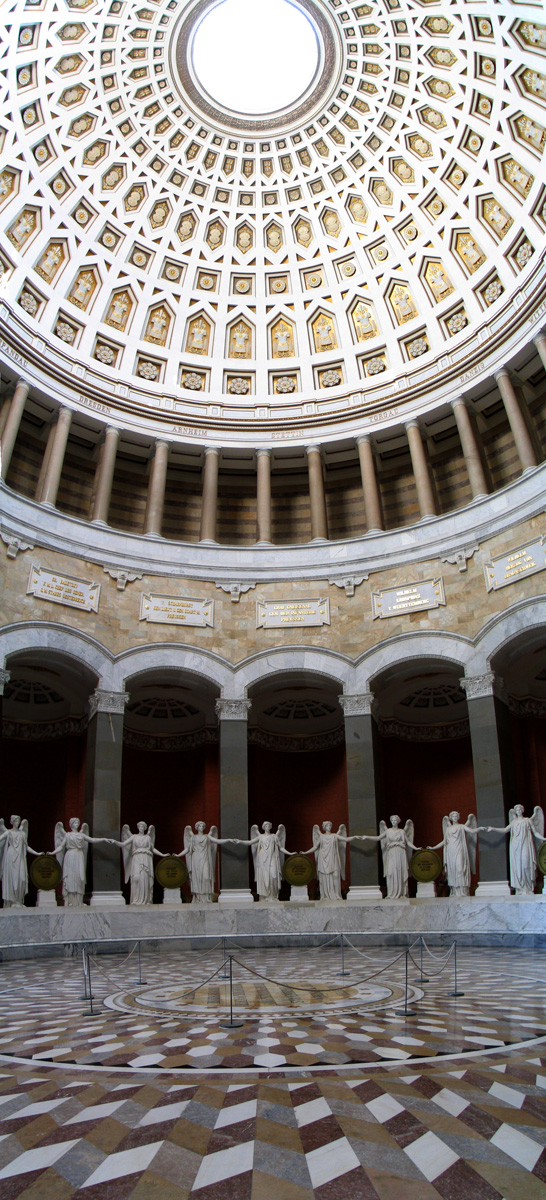
Befreiungshalle Kelheim (interior). Esculturas de Ludwig Schwanthaler.

El rey Luis I de Baviera ordenó la construcción de la Befreiungshalle para conmemorar las victorias contra Napoleón I durante las Guerras napoleónicas entre 1813 y 1815.
La construcción comenzó en 1842 por Friedrich von Gärtner en una mezcla de estilos clásicos y cristianos. A pedido del rey, Leo von Klenze alteró los planes hasta completar el edificio en 1863. La apertura ceremonial tomó lugar el 18 de octubre de 1863 — en el 50.º aniversario de la Batalla de las Naciones (Völkerschlacht) cerca de Leipzig.

## Arquitectura

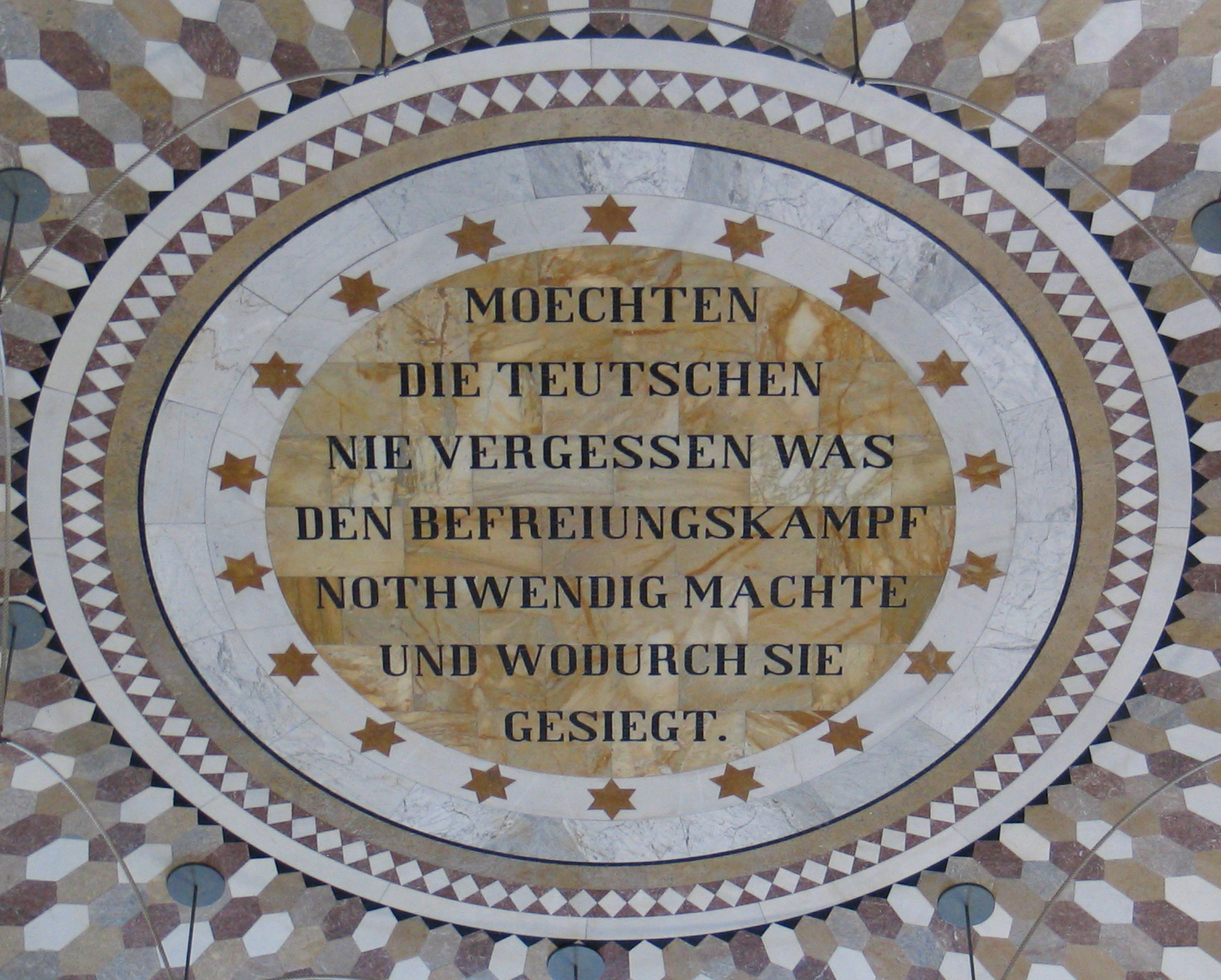
Inscripción.

La fachada cuenta con dieciocho columnas coronadas por el mismo número de estatuas alegóricas de la lucha del ejército alemán. La sala central tiene un diámetro de veintinueve metros.
Las siguientes frases dichas por el rey Luis I, fueron grabadas en el suelo de mármol, conmemorando la construcción de la Befreiungshalle:

MOECHTEN
DIE DEUTSCHEN
NIE VERGESSEN WAS
 DEN BEFREIUNGSKAMPF
 NOTWENDIG MACHTE
 UND WODURCH SIE
 GESIEGT.
Que
 los alemanes
 nunca olviden lo que
 la lucha por la liberación
 hizo necesario
 y cómo (por qué medios)
 ganaron.

Esta inscripción dedicatoria puede ser encontrada debajo de la puerta ornamentada de la puerta de entrada:

DEN DEUTSCHEN
BEFREIUNGSKÄMPFERN
 LUDWIG I
 KÖNIG VON BAYERN

A los luchadores de la
liberación de los alemanes
Luis I
rey de Baviera.